# أوين توماس (لاعب دارت)
أوين توماس (بالإنجليزية: Owen Thomas)‏ هو لاعب دارت بريطاني، ولد في 6 أبريل 1964 في ويلز في المملكة المتحدة.

## وصلات خارجية
- أوين توماس على موقع DartsDatabase.co.uk (الإنجليزية)